# Richard P. Myers
Richard P. Myers (Condado de McDonough, 27 de dezembro de 1947 — Colchester, 1 de dezembro de 2010) foi político norte-americano do Partido Republicano membro da Câmara dos Representantes de Illinois, tendo representado o distrito 94, de 1995 até sua morte em 2010.